# Landkreis Rostock (1933–1952)
| Basisdaten            | Basisdaten    |
| --------------------- | ------------- |
| Bestandszeitraum      | 1933–1952     |
| Verwaltungssitz       | Rostock       |
| Einwohner             | 72.867 (1939) |
| Gemeinden             | 200 (1939)    |
| Karte von Mecklenburg |               |
|                       |               |

Der Landkreis Rostock war von 1933 bis 1952 ein Landkreis in Mecklenburg. Der Kreissitz befand sich in Rostock. Das Kreisgebiet gehört heute zu den Landkreisen Rostock und Vorpommern-Rügen in Mecklenburg-Vorpommern.

## Geschichte
Das Amt Rostock wurde 1925 in Mecklenburg-Schwerin aus dem alten Amt Rostock und dem Amt Doberan gebildet. 1933 wurde aus dem Amt Rostock der Kreis Rostock. Die Stadt Rostock blieb kreisfrei. Mecklenburg-Schwerin wurde mit Mecklenburg-Strelitz 1934 zu einem Land Mecklenburg vereinigt. Nach dem Zweiten Weltkrieg wurde die Bezeichnung des Kreises in Landkreis Rostock geändert. Der Landkreis gehörte nun zum Land Mecklenburg-Vorpommern in der Sowjetischen Besatzungszone. Der Name des Landes wurde 1947 in Mecklenburg geändert. Seit 1949 gehörte es zur DDR. 
Die Gemeinde Ahrenshoop wurde am 1. Oktober 1945 aus dem Landkreis Stralsund in den Landkreis Rostock umgegliedert. Bei der ersten Kreisreform in der DDR wechselten außerdem am 1. Juli 1950 die Stadt Damgarten sowie die Gemeinden Daskow, Kückenhagen, Langendamm, Saal und Tempel aus dem Landkreis Stralsund den Landkreis Rostock.
Bei der Gebietsreform vom 25. Juli 1952 wurde eine neue Kreisstruktur geschaffen:
- Der Westteil des Landkreises mit den Städten Bad Doberan, Kröpelin und Kühlungsborn sowie den Gemeinden Admannshagen, Altenhagen, Bargeshagen, Bartenshagen, Bastorf, Börgerende, Gerdshagen, Glashagen b. Reddelich, Gorow, Graal-Müritz, Groß Bölkow, Hanstorf, Hastorf, Heiligenhagen, Hohen Luckow, Hohenfelde, Jennewitz, Kösterbeck, Lüningshagen, Matersen, Nienhagen über Doberan, Parkentin, Prangendorf, Radegast, Reddelich, Reinshagen, Rethwisch, Retschow, Rosenhagen, Steffenshagen, Stülow, Vorder Bollhagen und  Wittenbeck kam zum neuen Kreis Bad Doberan.
- Der Ostteil des Landkreises mit den Städten Bad Sülze, Marlow und Ribnitz-Damgarten sowie den Gemeinden Ahrenshoop, Allerstorf, Alt Guthendorf, Bartelshagen, Böhlendorf, Breesen, Brünkendorf, Brunstorf, Carlsruhe, Dammerstorf, Dändorf, Dänschenburg, Dettmannsdorf, Dierhagen, Dudendorf, Gresenhorst, Hirschburg, Jahnkendorf, Klockenhagen, Kloster Wulfshagen, Kuhlrade, Langsdorf, Petersdorf b. Ribnitz, Poppendorf b. Jahnkendorf, Schulenberg, Tressentin, Völkshagen und  Wustrow kam zum neuen Kreis Ribnitz-Damgarten.
- Die Gemeinden Selpin und Wesselstorf kamen zum neuen Kreis Teterow im Bezirk Neubrandenburg.
- Das Kerngebiet des Landkreises bestand als Kreis Rostock-Land fort.
- Die Kreise Bad Doberan, Ribnitz-Damgarten und Rostock-Land wurden dem Bezirk Rostock zugeordnet.

## Einwohnerentwicklung
| Einwohner | 1925 (Amt) | 1933   | 1939   | 1946    |
| --------- | ---------- | ------ | ------ | ------- |
|           | 70.362     | 72.613 | 72.867 | 133.811 |

Die Einwohnerzahlen der Städte des Landkreises im Jahre 1939:
| Bad Doberan  | 7.117 |
| Kröpelin     | 2.624 |
| Kühlungsborn | 4.418 |
| Marlow       | 1.871 |
| Ribnitz      | 7.748 |
| Bad Sülze    | 2.632 |
| Tessin       | 2.968 |

## Städte und Gemeinden
Im Jahre 1939 umfasste der Landkreis Rostock sieben Städte und 193 weitere Gemeinden:
| - Admannshagen - Albertsdorf - Allershagen - Allerstorf - Alt Guthendorf - Alt Stassow - Altenhagen - Althagen - Bad Doberan, Stadt - Bad Sülze, Stadt - Bandelstorf - Bargeshagen - Bartelshagen - Bartenshagen - Bastorf - Behnkenhagen - Bentwisch - Berendshagen - Beselin - Biestow - Blankenhagen - Bliesekow - Böhlendorf - Boldenshagen - Borg - Börgerende - Breesen - Broderstorf - Brodhagen - Brünkendorf - Brunstorf - Brusow - Buchholz - Bussewitz - Cammin - Carlsruhe - Cordshagen - Damm - Dammerstorf - Dändorf - Dänschenburg - Detershagen - Dettmannsdorf - Diedrichshagen b. Kröpelin - Dierhagen - Dudendorf - Dummerstorf - Ehmkendorf - Einhusen - Elmenhorst | - Evershagen - Fahrenhaupt - Fahrenholz - Gelbensande - Gerdshagen - Glashagen b. Reddelich - Gnewitz - Gorow - Goorstorf - Graal-Müritz - Gragetopshof - Grammow - Gresenhorst - Griebnitz - Groß Bölkow - Groß Kussewitz - Groß Lüsewitz - Groß Potrems - Groß Schwaß - Groß Siemen - Groß Stove - Gubkow - Hanstorf - Harmstorf - Häschendorf - Hastorf - Heiligenhagen - Helmstorf - Hinrichsdorf - Hinter Bollhagen - Hirschburg - Hohen Luckow - Hohen Schwarfs - Hohenfelde - Huckstorf - Ivendorf - Jahnkendorf - Jennewitz - Kägsdorf - Kavelstorf - Kessin - Klein Bartelstorf - Klein Bölkow - Klein Bollhagen - Klein Siemen - Klein Stove - Klingendorf - Klockenhagen - Kloster Wulfshagen - Kneese | - Kölzow - Kösterbeck - Kowalz - Kritzmow - Kröpelin, Stadt - Krummendorf - Kucksdorf - Kuhlrade - Kühlungsborn, Stadt - Lambrechtshagen - Langsdorf - Lichtenhagen - Lieblingshof - Liepen - Lüningshagen - Mandelshagen - Marlow, Stadt - Matersen - Miekenhagen - Mittel Rövershagen - Mönchhagen - Neuendorf - Neuhof b. Ribnitz - Niekrenz - Niendorf - Nienhagen b. Bentwisch - Nienhagen über Doberan - Nienhusen - Niex - Nustrow - Nütschow - Papendorf - Parkentin - Pastow - Peez - Petersdorf b. Ribnitz - Petersdorf über Rostock - Petschow - Pölchow - Poppendorf b. Bentwisch - Poppendorf b. Jahnkendorf - Prangendorf - Prisannewitz - Radegast - Reddelich - Reddershof - Redderstorf - Rederank - Reez - Reinshagen | - Reppelin - Rethwisch - Retschow - Ribnitz, Stadt - Roggentin - Rosenhagen - Rostocker Wulfshagen - Sanitz - Satow Niederhagen - Schabow - Scharstorf - Schlage - Schmadebeck - Schulenberg - Selpin - Sievershagen - Sildemow - Stäbelow - Steffenshagen - Steinfeld - Stormstorf - Stubbendorf - Stülow - Stuthof - Tangrim - Teschendorf - Tessin, Stadt - Teutendorf - Thelkow - Thulendorf - Toitenwinkel - Tressentin - Vietow - Vilz - Vogtshagen - Volkenshagen - Völkshagen - Vorder Bollhagen - Wahrstorff - Wendorf - Wesselstorf - Willershagen - Wilsen - Wittenbeck - Wohrenstorf - Woltow - Wöpkendorf - Wustrow - Zarnewanz - Ziesendorf |

In den 1930er Jahren fand eine größere Zahl von Eingemeindungen statt:
| - Alt Steinhorst, 1938 zu Carlsruhe - Arendsee, 1937 zu Brunshaupten - Bookhorst, 1938 zu Kuhlrade - Brodhagen, Hof, 1937 zu Brodhagen - Brunshaupten, 1938 umb Kühlungsborn - Carlewitz, 1939 zu Tressentin - Deperstorf, 1937 zu Cammin - Diedrichshagen b. Warnemünde, 1934 zu Rostock - Ehmkenhagen, 1938 zu Bartelshagen - Fienstorf, 1939 zu Steinfeld - Gehlsdorf, 1934 zu Rostock - Glashagen b. Doberan, 1937 zu Glashagen b. Reddelich - Göldenitz, 1937 zu Schlage - Graal, 1938 zu Graal-Müritz - Groß Klein, 1934 zu Rostock - Groß Viegeln, 1937 zu Reez - Heiligendamm, 1936 zu Bad Doberan - Klein Nienhagen, 1938 zu Altenhagen - Klein Schwaß, 1938 zu Groß Schwaaß - Klein Tessin, 1938 zu Tessin - Konow, 1938 zu Hastorf - Lambrechtshagen, Hof, 1937 zu Lambrechtshagen | - Lütten Klein, 1934 zu Rostock - Marienehe, 1934 zu Rostock - Neu Guthendorf, 1938 zu Alt Guthendorf - Neuhaus, 1938 zu Dändorf - Neuhof b. Sülze, 1938 zu Liepen - Neu Steinhorst, 1938 zu Carlsruhe - Neu Wendorf, 1938 zu Wendorf - Nieder Steffenshagen, 1939 zu Steffenshagen - Ober Steffenshagen, 1939 zu Steffenshagen - Pankelow, 1937 zu Schlage - Püschow, 1938 zu Reinshagen - Rabenhorst, 1938 zu Bargeshagen - Retschow, Hof, 1937 zu Retschow - Rostocker Elmenhorst, 1938 zu Elmenhorst - Sanitz, Hof, 1937 zu Sanitz - Satow, 1937 zu Satow Niederhagen - Schmarl, 1934 zu Rostock - Schutow, 1934 zu Rostock - Starkow, 1938 zu Thelkow - Steinbeck, 1938 zu Admannshagen - Wendfeld, 1937 zu Sanitz |